# SM UB-8
SM UB-8, później nr 18 – niemiecki okręt podwodny typu UB I zbudowany w kilońskiej stoczni Friedrich Krupp Germaniawerft w 1915 roku. Służył w niemieckiej Kaiserliche Marine na Adriatyku i Morzu Czarnym w latach 1915–1916, po czym został przekazany Bułgarii, gdzie służył w latach 1916–1919 z numerem 18.

## Historia
Został zwodowany w kwietniu 1915 roku – wszedł do służby w Cesarskiej Marynarce Wojennej 23 kwietnia 1915 roku. Pierwszym dowódcą został Ernst von Voigt. Okręt został wysłany koleją w częściach nad Morze Adriatyckie. 23 maja 1915 roku okręt został przydzielony do Flotylli Pola (Deutsche U-Halbflotille Pola). Fikcyjnie został przyjęty do służby austro-węgierskiej i przemianowany na U-8. UB-8 w czasie 14 patroli zatopił tylko jeden statek o pojemności 11 621 BRT. 4 czerwca 1915 roku okręt został przeniesiony do Flotylli Konstantynopol (Constantinople Flotilla) i przedostał się na Morze Czarne.
Jedynym zatopionym przez UB-8 statkiem był SS „Merion”. Zbudowany w 1901 roku transatlantyk, został zakupiony przez Admiralicję w 1914 roku i po adaptacji służył jako wabik przypominający krążownik liniowy HMS „Tiger”. 29 maja 1915 roku „Merion” został trafiony torpedą u wejścia z Morza Egejskiego do Dardaneli, zatonął ponad dobę później. Według niektórych publikacji, na Morzu Czarnym UB-8 jeszcze zatopił rosyjski statek „Peter Melmikoft” 30 lipca 1915 roku.
Na początku 1916 roku UB-8 stacjonował w Warnie i patrolował Morze Czarne, jednak bez dalszych sukcesów. W tym też okresie Bułgarska Marynarka Wojenna zainteresowała się możliwością zakupu okrętów podwodnych od Niemców. Rozpoczęto negocjacje w sprawie zakupu UB-7 oraz UB-8 oraz szkoleń marynarzy bułgarskich na obu okrętach. 25 maja 1916 roku okręt został przekazany Bułgarskiej Marynarce Wojennej.

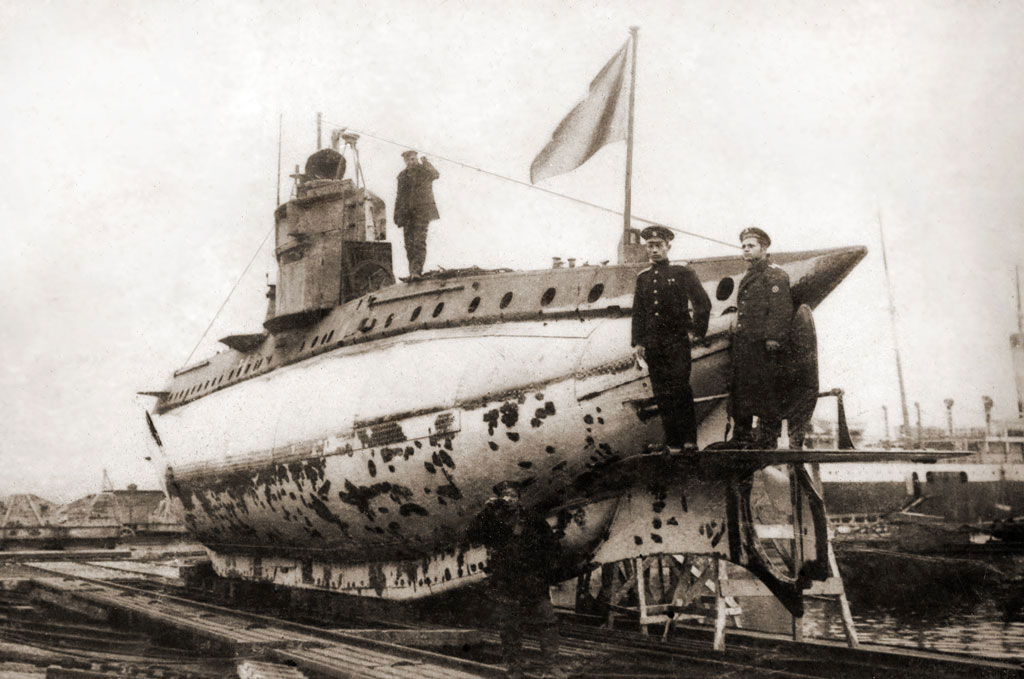
Podwodnik No. 18

Wszedł do służby jako pierwszy okręt podwodny Bułgarskiej Marynarki Wojennej przemianowany na okręt podwodny nr 18 (Podwodnik No. 18, Пoдвoдник №18 (bułg.)). Pierwszym dowódcą był porucznik Nikola Todorow. Służył jako okręt rozpoznawczy oraz obrony przybrzeżnej wybrzeży Bułgarii. 8 grudnia 1916 roku jego pojawienie się pod Bałczikiem spowodowało przerwanie ostrzału miasta i odwrót okrętów rosyjskich. Odbył siedem patroli bojowych. Po tym jak Rosja wycofała się z wojny po pokoju brzeskim, aktywność państw ententy na Morzu Czarnym praktycznie ustała. Po wojnie, przegranej przez państwa centralne, 23 lutego 1919 roku okręt został przekazany jako zdobycz wojenna francuskiej Marine nationale. Został odholowany do francuskiego portu Bizerta w Tunezji, gdzie zezłomowano go w końcu 1921 roku, a według innej wersji został złomowany w 1921 roku w Stambule.